# Wrong Turn
Wrong Turn (no Brasil: Pânico na Floresta / Portugal: Escolha Perigosa) é um filme de terror lançado em 30 de maio de 2003 dirigido por Rob Schmidt e escrito por Alan B. McElroy. O filme foi produzido pela Constantin Film e pela Summit Entertainment, e distribuído pela 20th Century Fox. As cenas do filme foram filmadas em Ontário, Canadá e tem no elenco Desmond Harrington, Eliza Dushku, Emmanuelle Chriqui, Jeremy Sisto, Lindy Booth, Julian Richings e Kevin Zegers.

## Sinopse
Chris Finn (Desmond Harrington) está a caminho de uma entrevista de emprego e dirigindo pelas montanhas da Virgínia Ocidental. Houve um derramamento de produtos químicos na estrada em que ele estava dirigindo, então ele decide seguir uma rota diferente. Acidentalmente, ele colide em um carro no meio da estrada no qual pertence ao um grupo de cinco pessoas que incluía Jessie (Eliza Dushku), Carly (Emmanuelle Chriqui), seu noivo Scott (Jeremy Sisto) e um casal de namorados, Evan e Francine (Kevin Zegers e Lindy Booth) que ficaram presos na estrada ao caírem numa armadilha e terem os pneus furados dos carros que eles estavam dirigindo. Chris se junta a esse grupo, e logo eles descobrem que há uma cabana que abriga um trio de canibais que acabam perseguindo eles; fazendo assim com que Chris e seu grupo terem que fazer o máximo possível para sobreviverem.

## Sequências
Wrong Turn foi sucedido por vários filmes, sendo eles, Wrong Turn 2: Dead End (2007), Wrong Turn 3: Left for Dead (2009), Wrong Turn 4: Bloody Beginnings (2011) Wrong Turn 5: Bloodlines (2012), Wrong Turn 6 (2014) e Wrong Turn: The Foundation (2021).
Em outubro de 2018 foi anunciado um sétimo novo filme intitulado Wrong Turn: The Foundation que vai servir como um reboot da franquia. O filme será escrito pelo criador da série Alan B. McElroy, e o diretor Mike P. Nelson foi escolhido para dirigir. A filmagens principais do filme começaram em 9 de setembro de 2019.